# Yoshitaka Zushi
Yoshitaka Zushi (頭師佳孝 Zushi Yoshitaka?, n. 19 martie 1955, Kadoma, Japonia) este un actor japonez cunoscut în special pentru apariția în două filme ale cineastului Akira Kurosawa.

## Biografie
Provenea dintr-o familie de actori copii care frecventau studiourile cinematografice Takarazuka. A jucat anterior rolul unui copil grav bolnav în filmul Mama (1963) al lui Kaneto Shindō, după care, în septembrie 1963, când avea vârsta de 8 ani, a fost ales să joace rolul micului hoț Choji în filmul Barbă Roșie (1965) al lui Akira Kurosawa. Motivul alegerii sale l-a reprezentat atât spontaneitatea micului actor, cât și statura sa care sugera o vârstă mai mică decât cea pe care o avea în realitate.
După Barbă Roșie, Zushi a apărut într-o gamă largă de filme și seriale de televiziune. A jucat rolul băiatului Roku-chan în filmul Dodes'ka-den (1970) al lui Kurosawa și apoi a apărut în roluri minore în Vise (1990) și Madadayo (1993).

## Filmografie selectivă
- 1965: Barbă Roșie, regizat de Akira Kurosawa - Choji, poreclit Chobo[3]
- 1970: Dodes'ka-den, regizat de Akira Kurosawa - Rokku-chan[4]
- 1990: Vise, regizat de Akira Kurosawa - soldatul Noguchi[5]
- 1993: Madadayo, regizat de Akira Kurosawa - angajatul magazinului de băuturi alcoolice[6]

## Legături externe
- Yoshitaka Zushi la Internet Movie Database